# Бранислав Маринковић
Бранислав Маринковић (Смедерево, 12. април 1887 – 1. фебруар 1964) био је смедеревски штампар, издавач, уредник новина.

## Биографија
Бранислав Маринковић рођен је 12. априла 1887. године у Смедереву. Основну школу завршио је у Смедереву, а графички занат у Београду. Стекао је звање словослагача. 
Радио је у штампаријама у Београду: „Политика“ (1898–1904) и Државној штампарији (1904—1906), потом у Бања Луци (1906—1908) где је ухапшен и осуђен на две године робије због штампе Кочићевог чланка Барут мирише. Робијао је у Терезијанштату (Чешка). По изласку из затвора радио је у штампарији "Време" у Београду, у штампарији листа Мали журнал и поново у "Политици". 
Маринковић је био активан у Дружини типографских радника Србије и Сарајевској графичкој организацији.

## Штампарија Маринковић
Бранислав Маринковић је у Смедереву, 1928. године, основао своју штампарију, која је радила до 1948, када је конфискована. У Штампарији Маринковић од првог броја штампан је лист Глас Подунавља. Већ од 6. броја Маринковић постаје и власник листа. Потврда да је примио Уредништво листа Глас Подунавља и да за њега он сноси одговорност оверена је у Поглаварству среза подунавског 12. XII 1928. године. 
Штампарија Маринковић налазила се у Улици краља Петра до 5. јуна 1941, када се догодила експлозија муниције у Смедеревској тврђави. Зграда у којој се штампарија налазила знатно је оштећена. Део машина које нису оштећене пренете су у Улицу проте Матеје бр. 1а. С обзиром на то да је био једини штампар у граду, Маринковић је морао одговорити потребама јавних установа у Смедереву у штампању њихових поруџбина. Штампарија је радила, са извесним прекидима, и за време Другог светског рата, а наставља да ради и после рата. У Занатској комори у Београду регистрова је 5. јуна 1945. године штампарска радња Бранислава Маринковића. 
Штампарија Маринковић најпознатија је по издавању и штампању листа Глас Подунавља. Поред великог броја књига, у Маринковићевом графичком предузећу штампани су и листови Весник прегледача кола (1932) Истина (1938), Збораш (1939) и Видовдан (1944). 
Штампарија Маринковић радила је до 28. априла 1948. године, када је конфискована. Тог дана Бранислав Маринковић је предао комисији комплетан инвентар и штампарски материјал. Нове власти су опрему Штампарије Маринковић предале на управљање комуналном предузећу, а касније основале нову штампарију у којој је Бранислав наставио да ради као словослагач. Пензионисан је 1963. године.